# Hypolimnas shirinna
Hypolimnas shirinna är en fjärilsart som beskrevs av Jinhaku Sonan 1929. Hypolimnas shirinna ingår i släktet Hypolimnas och familjen praktfjärilar. Inga underarter finns listade i Catalogue of Life.